# Отть в космосе
«Отть в ко́смосе» (эст. Ott kosmoses) — советский кукольный фильм режиссёра Эльберта Туганова, созданный в 1961 году на студии «Таллинфильм».

## Сюжет
Отть — знатный хулиган и двоечник. Однажды, убегая от работников школы, он запрыгивает на автомобиль, который привозит его на космодром. Забравшись в стартующий космический корабль Отть летит в просторы вселенной. Он переживает захватывающие приключения и на собственном опыте убеждается в том, как необходимы знания. После этого случая Отть становится прилежным учеником.

## Создатели
- Режиссёр: Эльберт Туганов
- Сценарист: Вальдо Пант
- Оператор: Хейно Парс
- Художник: Халья Клаар
- Аниматоры: Калью Курепыльд, Пеэтер Кюннапу, Евгения Леволль
- Композитор: Хейно Юрисалу[эст.]
- Редактор: Эдель Райе
- Директор фильма: Антс Лооман
- Администратор: Айта Хельм

## Награды
- 1963 — I фестиваль фильмов аэронавтики и астронавтики в Довиле (Франция)[1];
- 1964 — 1-я премия за лучший анимационный фильм на I Всесоюзном кинофестивале (Ленинград)[2].